# Magdalene Söldner
Magdalene Söldner (* 1959 in Essen) ist eine deutsche Klassische Archäologin.

## Leben
Sie studierte seit 1977 Klassische Archäologie, Alte Geschichte und Kunstgeschichte an den Universitäten Bonn, München und Bern. 1985 wurde sie in Bonn bei Nikolaus Himmelmann promoviert. 1985/86 erhielt sie das Reisestipendium des Deutschen Archäologischen Instituts. Anschließend war sie bis 1989 Wissenschaftliche Angestellte an der Kommission für das Corpus Vasorum Antiquorum Deutschland zur Bearbeitung eines Bandes für das Akademische Kunstmuseum der Universität Bonn. Von 1989 bis 1991 war sie an der Redaktion des Deutschen Archäologischen Instituts in Berlin tätig, bevor sie dann 1991 Wissenschaftliche Assistentin an der Universität Kiel wurde. Hier erfolgte 1997 auch ihre Habilitation. Von 1997 bis 2001 war sie in Kiel Oberassistentin, bevor sie 2001 Professorin für Klassische Archäologie an der Universität Münster wurde. 2024 trat sie in den Ruhestand.
Ihre Hauptforschungsgebiete sind die antike Plastik und Ikonographie sowie griechische und unteritalische Keramik.

## Veröffentlichungen
- Untersuchungen zu liegenden Eroten in der hellenistischen und römischen Kunst. Lang, Frankfurt am Main u. a. 1986, ISBN 3-8204-9108-2 (= Dissertation).
- Corpus Vasorum Antiquorum. Deutschland Band 59, Bonn 3: Bonn, Akademisches Kunstmuseum. C. H. Beck, München 1990, ISBN 3-406-34390-2.
- Bios Eudaimon. Zur Ikonographie des Menschen in der rotfigurigen Vasenmalerei Unteritaliens; die Bilder aus Lukanien. Bibliopolis, Möhnesee 2007. ISBN 3-933925-80-0 (= Habilitationsschrift).